# José Reis (Politiker)

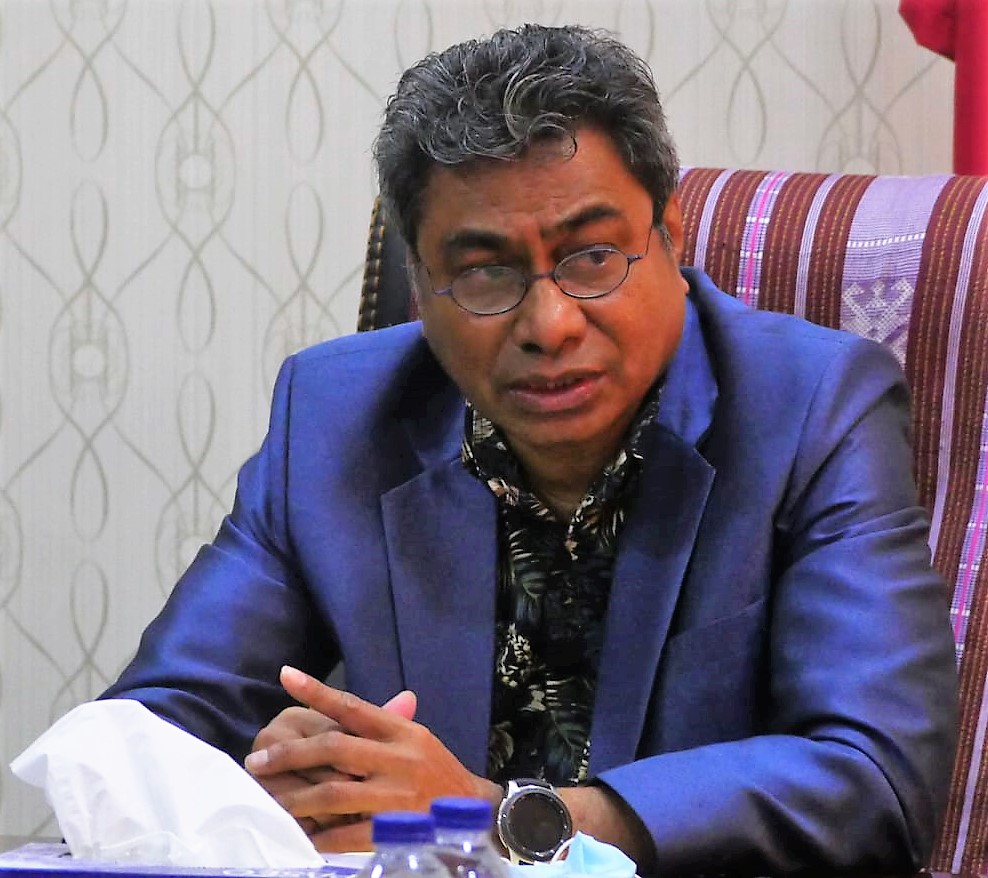
José Reis (2022)

José Maria dos Reis Costa, kurz José Reis, ist ein osttimoresischer Politiker und Mitglied in der FRETILIN.

## Werdegang
Reis ist ein langjähriges Mitglied der FRETILIN und derzeit stellvertretender Generalsekretär der Partei. Er stammt aus einer adligen Familie aus Bucoli. Während der indonesischen Besatzungszeit arbeitete Reis als Beamter im indonesischen Außenministerium.
2001 wurde Reis in die verfassunggebende Versammlung Osttimors gewählt, aus der 2002 das Nationalparlament hervorging. Am 26. Juli 2005 wurde Reis zum Staatssekretär für die Region I (Lautém, Viqueque und Baucau) vereidigt. Das Amt hatte er bis zum 8. August 2007 inne.
Während der Unruhen in Osttimor 2006 wurde das Haus von Reis niedergebrannt.
Am 3. Oktober 2017 wurde Reis zum Stellvertreter des Premierministers für Regierungsangelegenheiten vereidigt und blieb im Amt bis zum Antritt der VIII. Regierung Osttimors am 22. Juni 2018.
Mit dem Wechsel in der Regierungskoalition und der Aufnahme der FRETILIN in die VIII. Regierung wurde Reis am 29. Mai 2020 zum stellvertretenden Premierminister und Minister für Planung und Territorium (portugiesisch Ministro do Plano e do Ordenamento) vereidigt. Die Ämter hatte er bis zum Ende der Legislaturperiode am 30. Juni 2023 inne.

## Familie
Josés Schwester Terezinha de Jesus dos Reis ist seit 2005 Chefe de Suco in Bucoli. Der deutlich ältere Bruder Vicente dos Reis war 1975 Minister in der ersten Regierung Osttimors und starb im Freiheitskampf. Mário Nicolau dos Reis (Marito Reis), ein anderer Bruder, war von 2007 bis 2012 Staatssekretär für Angelegenheiten der Veteranen der nationalen Befreiung und zuvor Transitional Administrator des Distrikt Baucau. Eine weitere Schwester war für die FRETILIN Mitglied im Nationalparlament Osttimors. Der Sohn von Vicente ist Distriktkoordinator der FRETILIN in Baucau.